# Desafinado
«Desafinado» es una canción de bossa nova compuesta por Antônio Carlos Jobim con letra del poeta y pianista Newton Mendonça en 1958. El álbum de João Gilberto de 1959 Chega de Saudade contenía la canción y fue incluido en el Salón de la Fama del Grammy Latino en 2001. La versión de Stan Getz y Charlie Byrd (del álbum Jazz Samba) fue un gran éxito en 1962, alcanzando los puestos 15 y 4 en las listas de pop y música ligera de Billboard, respectivamente; su interpretación definitiva también alcanzó el puesto número 11 en el Reino Unido. El 15 de mayo de 1963 Stan Getz ganó el Grammy de «Best Jazz Performance - Small Group Instrumental» por el tema. El álbum de 1965 Getz/Gilberto, que también incluía una versión instrumental de «Desafinado», fue el primer disco de jazz en ganar el premio Grammy al Álbum del Año. La canción fue votada por la edición brasileña de la revista Rolling Stone como la 14ª mejor canción brasileña.

## Letra
En el mundo anglosajón circulan dos versiones diferentes con letra de Jon Hendricks y Jesse Cavanagh  (un seudónimo usado por The Richmond Organisation), «Slightly Out of Tune», que fue popularizada por Perry Como, y otra de Gene Lees, titulada «Off Key», más cercana a la letra original en portugués, aunque no es una traducción, que es la que cantó Frank Sinatra.
La letra es una respuesta a las críticas brasileñas de la época, que tachaban a la Bossa Nova de música para «cantantes desafinados». El texto contiene por primera vez la palabra “Bossa-nova”. La Bossa Nova fue muy criticada en sus comienzos ya que era algo nuevo que fusionaba la Samba con el Jazz y lo adaptaba a su tiempo. Además era una ofensa para los puristas que, como siempre ha pasado a lo largo dela historia, tenían una actitud de rechazo al cambio.

## Versiones notables
- João Gilberto - Desafinado (1958)
- Coleman Hawkins - Desafinado (1962) Prestige Records
- Bruna Lelli – «Stonata» (versión en italiano) (1962)
- Ella Fitzgerald - Su versión de 1962 llegó al número 38.[5]
- Herb Alpert and the Tijuana Brass - Versión instrumental en The Lonely Bull (1962).[6]
- Stan Getz & Charlie Byrd - Jazz Samba (Album). 1962
- Julie London – The End of the World  (1963)
- Antônio Carlos Jobim – The Composer of Desafinado, Plays (1963)
- João Gilberto, Stan Getz y Antonio Carlos Jobim - Getz/Gilberto (1963)
- Frank Sinatra y Antônio Carlos Jobim - The Complete Reprise Studio Recordings (1969)
- Jula de Palma - Jula al Sistina (1970)
- Perry Como - The Songs I Love (1972)
- Ella Fitzgerald - Ella Abraça Jobim (1981)
- Gene Lees - Sings The Gene Lees Songbook (1987)
- Nina Persson - en MTV Classic 90's (1996)
- Astrud Gilberto y George Michael - Red Hot + Rio (1996)
- George Michael, Astrud Gilberto - Ladies & Gentlemen: The Best of George Michael (1998)
- Kenny G – Classics in the Key of G (1999)
- João Gilberto - João Voz e Violão (2000)
- Ana Caram - Bossa Nova (2001)
- Lisa Hannigan y Damien Rice - para la película Goldfish Memory (2003)
- John Pizzarelli - Bossa Nova (2004)
- Toquinho – Tributo a Bossa Nova (2005)
- Seth MacFarlane - Family Guy: Live in Vegas (2005)
- Ana Belén, Pastora Soler, Lucrecia, Lolita Flores, Carmen París – Samba pa ti (Un tributo a Brasil) (2006)
- Bert Lee - Gypsy Djangles (2008)
- Kali Uchis - Minions: The Rise of Gru (2015)

## Links externos
- Jazzstandards.com
- Song lyrics
- ¿Desafina la canción «Desafinado»?
- Partitura original del Real Book. Tanto en la versión manuscrita como en el Real Book de Hal Leonard con derechos legales (1971 y 2004), aparece con cuatro compases de menos, además de algunas modificaciones melódicas y armónicas, que históricamente han complicado la ejecución del tema por los estudiantes y provocaron las enfurecidas críticas del mismo Jobim.[7]